# Jasmin Fejzić
Jasmin Fejzić (* 15. Mai 1986 in Živinice) ist ein in Deutschland aufgewachsener bosnisch-herzegowinischer Fußballtorhüter. Er stand vor seinem Karriereende bei Eintracht Braunschweig unter Vertrag.

## Karriere
Fejzić, der im deutschen Bundesland Baden-Württemberg aufwuchs, begann seine Karriere beim TSV Eltingen, bevor er zu den Stuttgarter Kickers wechselte. Im Juli 2004 wurde er in die Reservemannschaft befördert und debütierte ein Jahr später am 23. Juni 2005 gegen seinen späteren Verein SpVgg Greuther Fürth. In der Oberliga Bayern bestritt Fejzić 34 Spiele für die Fürther, bevor er an Eintracht Braunschweig ausgeliehen wurde. Mit den Braunschweigern qualifizierte er sich für die 3. Liga in der Saison 2008/09 und war in der neu geschaffenen Profiliga Stammtorhüter.

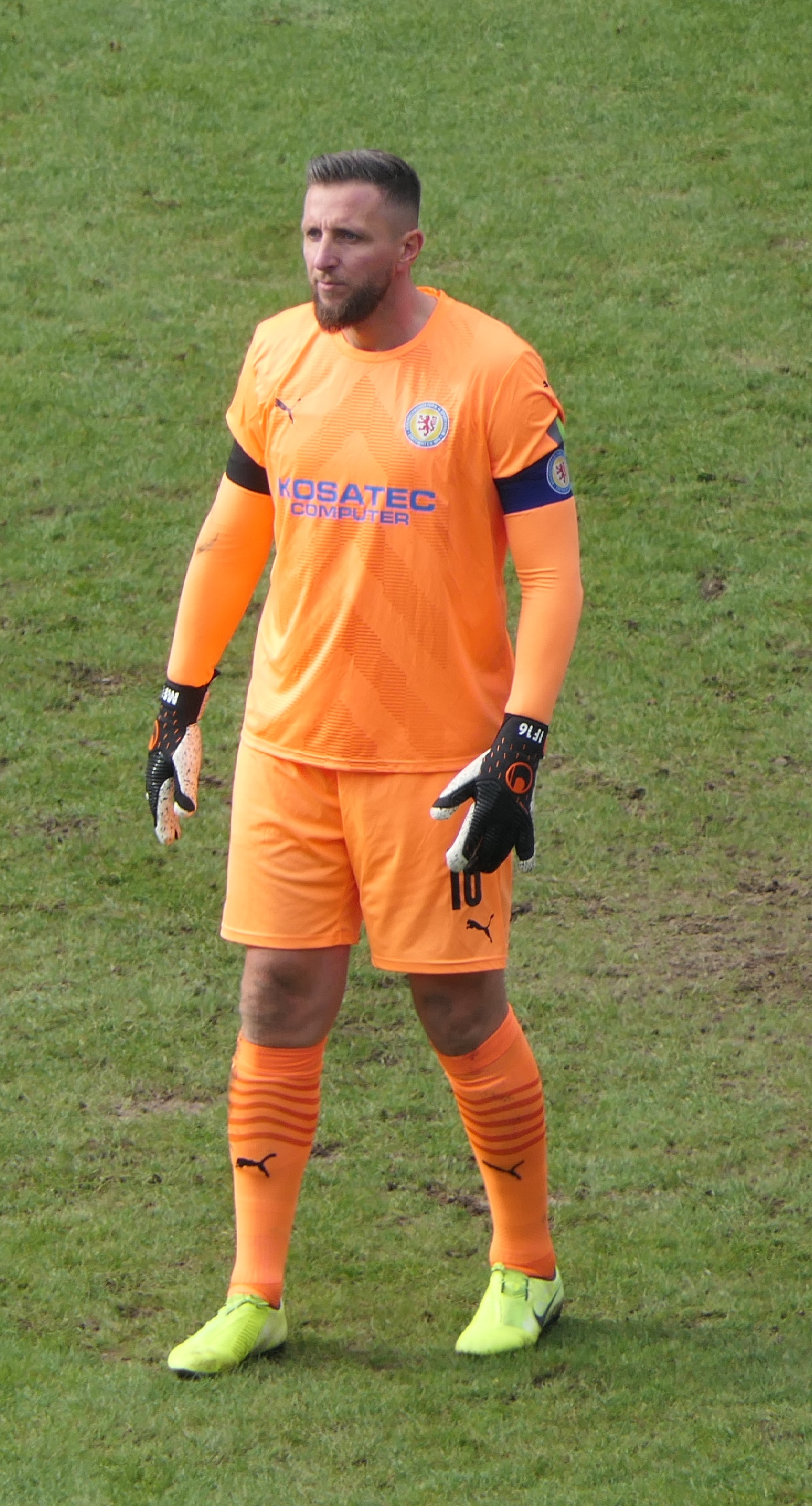
Jasmin Fejzić bei Eintracht Braunschweig 2023

Nach zwei Jahren wechselte er zurück nach Fürth, wo er im Profiteam die Nummer drei im Tor war und hauptsächlich in der Regionalliga-Reserve zum Einsatz kam. Dort spielte er auch in der Saison 2010/11 und tat sich dabei in jedem der letzten drei Spiele der Hinrunde als Elfmeter-Torschütze hervor. Anfang 2011 verletzte sich der Stammtorhüter der ersten Mannschaft Max Grün schwer. In der ersten Partie der Rückrunde bestritt Fejzić daraufhin sein erstes Zweitligaspiel, dann übernahm der nachverpflichtete Alexander Walke den Platz zwischen den Pfosten und der Bosnier blieb als Nummer zwei im Profiteam. Dabei kam es am 20. März 2012 beim Halbfinalspiel des DFB-Pokals gegen den amtierenden deutschen Meister Borussia Dortmund zu einer Kuriosität: In der 118. Minute wurde Fejzić beim Spielstand von 0:0 für Grün eingewechselt, da eine Entscheidung durch Elfmeterschießen absehbar war und er seine Mannschaft dabei verstärken sollte. Zwei Minuten später traf der BVB-Spieler İlkay Gündoğan den Pfosten des Tores der Fürther, von dem der Ball an Fejzićs Rücken prallte und ins Tor zum 1:0-Sieg und dem Finaleinzug der Dortmunder rollte.
Im Sommer 2012 unterschrieb Fejzić einen Zweijahresvertrag beim VfR Aalen, der in die 2. Bundesliga aufgestiegen war und für die neue Saison einen weiteren Torhüter hinter Stammtorwart Daniel Bernhardt suchte. Tatsächlich konnte er sich aber ab dem sechsten Spieltag der neuen Saison 2012/13 gegen Bernhardt als Stammtorwart durchsetzen und machte durch gute Leistungen auf sich aufmerksam. Im März 2013 wurde Fejzić daher von Nationaltrainer Safet Sušić für das WM-Qualifikationsspiel gegen Griechenland erstmals in den Kader der bosnischen Nationalmannschaft berufen. In der Folge verlor er jedoch seinen Stammplatz wieder an Bernhardt, auf diese Weise kam Fejzić am Saisonende auf insgesamt 22 Einsätze.
Nach dem Trainerwechsel von Ralph Hasenhüttl zu Stefan Ruthenbeck erreichte Fejzić in der folgenden Saison 2013/14 wieder seinen Stammplatz und absolvierte 31 Partien. Seinen auslaufenden Vertrag verlängerte er um zwei weitere Jahre. Für die Nationalmannschaft wurde er weiterhin regelmäßig als Ersatztorwart hinter Asmir Begović nominiert, ohne in einem Spiel zum Einsatz zu kommen. Im Juni 2014 nahm Jasmin Fejzić an der Weltmeisterschaft in Brasilien teil, bei der die Mannschaft jedoch in der Vorrunde ausschied.
Am 4. September 2014 wurde Fejzić im Länderspiel gegen Liechtenstein eingewechselt und debütierte damit für die bosnische A-Nationalmannschaft.
In der darauffolgenden Saison 2014/15 stieg der VfR Aalen aus der zweiten Liga ab und Fejzic entschied sich nach der Saison für eine Rückkehr nach Braunschweig. Bei der Eintracht spielte Fejzic bis 2018. Nach dem Abstieg des BTSV in die dritte Liga wechselte er zum Aufsteiger 1. FC Magdeburg.
Nach nur vier Ligaeinsätzen wechselte der Torhüter innerhalb der Wintertransferperiode der Saison 2018/19 zum dritten Mal zum Drittliga-Letzten Eintracht Braunschweig, wo er einen bis 2021 gültigen Vertrag unterschrieb. Nach dem erfolgreichen Klassenerhalt am letzten Spieltag der Saison gelang ihm mit Braunschweig in der folgenden Spielzeit 2019/20 der Aufstieg in die 2. Bundesliga.